# РБУ-6000
РБУ-6000 (съкр. от „Реактивно-бомбометна установка-6000“, наименование – „Смерч-2“) е съветски реактивен бомбомет със стационарна насочвана по две плоскости ракетна пускова установка с дванадесет радиално разположени ствола. Предназначен е за унищожаване на подводните лодки и атакуващите торпеда на противника.
Реактивно-бомбометната система е разработена от Московския НИИ по топлотехника (главен конструктор В. А. Масталигин), приета е на въоръжение във ВМФ на СССР през 1961 г. Производството е организирано в Завод №9.

## Описание
Системата „Смерч-2“ има дистанционно насочваната пускова установка РБУ-6000, зареждащо устройство, дълбочинни бомби РГБ-60 с взривател УДВ-60, системата за ПУСБ „Буря“ с приставката „Зумер“. Системата за ПУСБ „Буря“ управлява огъня на до четири РБУ-6000. Времето за реакция от момента на откриване на подводната лодка до началото на стрелбата е 1 – 2 минути.
Под установката в подпалубно помещение е погребът с дълбочинните бомби. Зареждането и разреждането на пакета стволове става с помощта на зареждащото устройство, в което бомбите от погреба се подават със специален подемник. Присъствие на обслужващ персонал на палубата за това не е необходим. След зареждането на последния ствол РБУ автоматично се връща в режим на насочване. След изразходване на всички бомби, също автоматично, преминава в положение „зареждане“ – пакетът стволове се спуска на ъгъл от 90° и се разгръща за зареждане на поредния ствол по курсов ъгъл.
Пределните ъгли на наведка на РБУ-6000 във вертикалната плоскост са −15°, +60°; по хоризонталната плоскост по курсов ъгъл – от 0 до +180°. Скоростта на насочване в автоматичен режим е 30 градуса/секунда, в ръчен – 4 градуса/секунда. Бойното използване на
установките е възможно при вълнение на морето до 8 бала.
На корабите от различните проекти целеуказанието на установките РБУ-6000 вместо ПУСБ „Буря“ може да се осъществява от комплекса прибори за управление на стрелбата с противолодъчно оръжие „Пурга“, корабните ХАС или от системите „Дозор – Тюлпан“. От ХАС пеленгът и дистанцията до подводната лодка се предават в системата за ПУСБ, която изработва ъглите на хоризонтално и вертикално насочване на РБУ.
Електрическите трансмисии насочват установката към целта по непрекъснато изчислявани ъгли и я удържат на тези ъгли при стрелбата.
РГБ-60 Реактивна дълбочинна бомба
Основната реактивна дълбочинна бомба в съветските ВМФ в периода след Втората световна война. Използва се с помощта на реактивните бомбометни установки РБУ-6000, с широко разпространение при съветските бойни кораби, и приети на въоръжение през 1961 г.
Представлява неуправляем реактивен снаряд с фугасна бойна част. Има твърдогоривен реактивен двигател и извършва полет по балистична траектория. Взривателят ѝ, УДВ-60, се активира при влизането на бомбата във водата и осигурява детонирането на бойната част при удар в целта или на предварително зададена дълбочина от 15 до 350 м. През 1966 г. на въоръжение във ВМФ за комплектация на РГБ-60 е приет неконтактен взривател ВБ-2. Последният е основан на активен акустичен принцип на действие с радиус на реагиране 6 м. Той се намира в корпуса на УВД-60 и се използва в комбинация с него. Взривът на една от бомбите предизвиква сработването на взривателите на другите бомби от залпа в радиус до 100 м.
РГБ-60 основни характеристики:
Калибър на бомбата, мм
212
Дължина на бомбата, мм
1830
Тегло, кг
119,5
Маса на ВВ, кг
23,5
Скорост на потапяне -
11,6 м/с
Ефективен радиус на реагиране -
6 м
Дълбочина на потапяне – до 450 м

## РПК-8
„Запад“ (РПК-8) е дълбока модернизация на РБУ-6000, който е Противолодъчен ракетен комплекс с радиус на действие до 4,3 км, при който се използват новите противолодъчни ракети 90Р с подводен самонасочващ се снаряд.